# リンカーン郡 (ルイジアナ州)
リンカーン郡（英: Lincoln Parish）は、アメリカ合衆国ルイジアナ州の北部に位置する郡である。2010年国勢調査での人口は46,735人であり、2000年の42,509人から9.9％増加した。郡庁所在地はラストン市（人口21,859人）であり、同郡で人口最大の町でもある。リンカーン郡は1郡のみでラストン小都市圏を構成している。

## 歴史

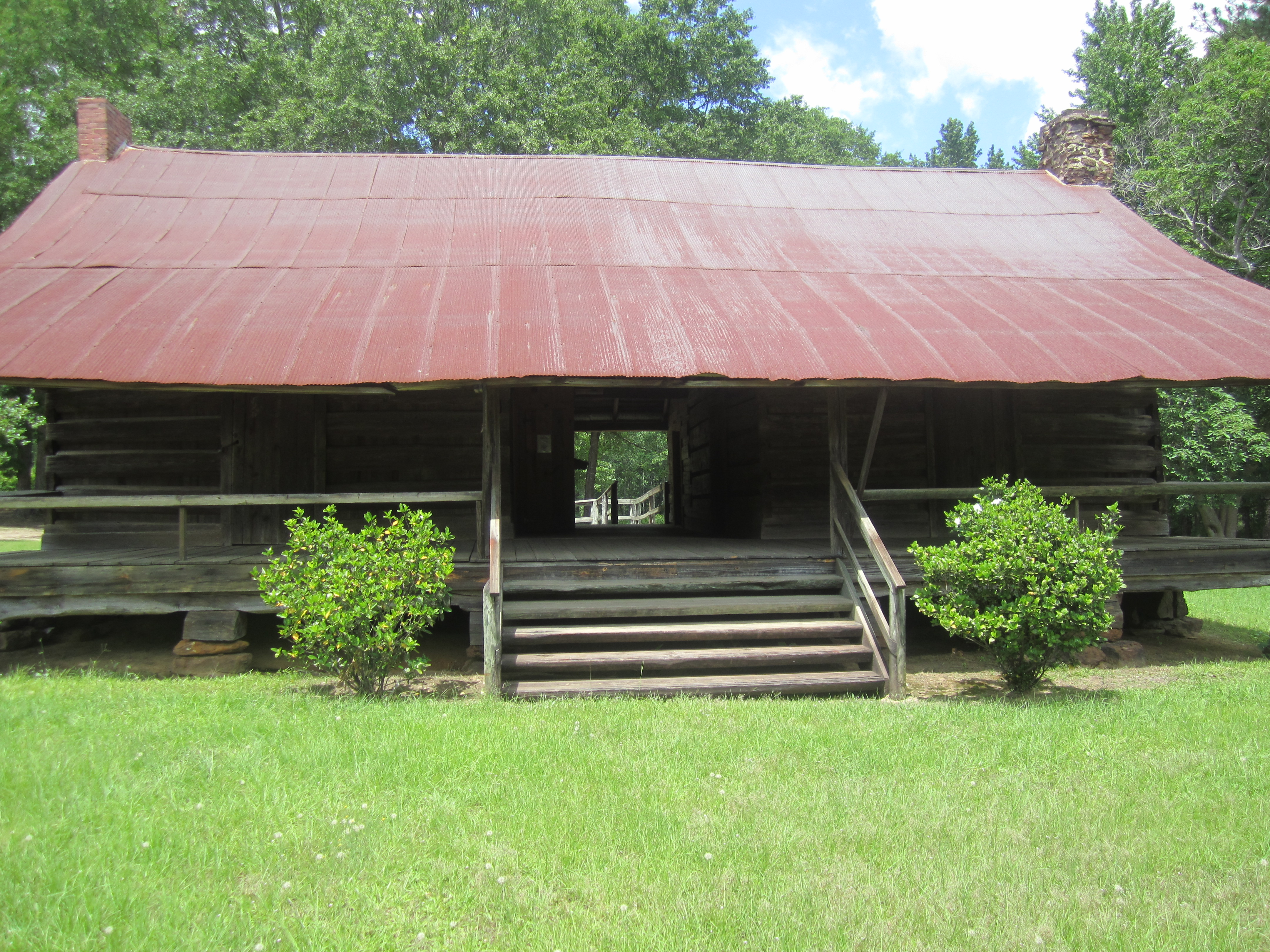
オートリーの通り抜けの家、アラバマ州セルマから移ってきたアブサロムとエリザベス・ノリスのオートリー夫妻が1849年に建設した。デュバックにある。リンカーン郡では最古の通り抜け家屋であり、1980年にアメリカ合衆国国家歴史登録財に指定された

20世紀後半以降、考古学者たちがルイジアナ州北部で11の遺跡を指定した。定住性農耕社会が発展するずっと以前、数千年前の中古期に多数の巨大なマウンドを備えた構造物を先住民が建設していた。ワトソン・ブレイク、フレンチマンズ・ベンド、およびケイニーのような遺跡では、数世代の狩猟採集民が数百年間にわたってマウンドを築き、追加していた。リンカーン郡にあるホッジペス遺跡は5200年から4500年前頃（紀元前3300年から2600年頃）のものとされている。そのような発見は古い人類文化の理解を変えていっている。
リンカーン郡はレコンストラクション時代の1871年に、ルイジアナ州議会が創設した新郡の1つである。1873年にビエンビル郡、クレイボーン郡、ジャクソン郡、ユニオン郡の一部を合わせて設立され、新しく選挙で選ばれる州議会議員が共和党との結びつきが強くなるように意図された。古い政治権力の秩序を破壊し、鉄道線の開通を生かすようにする試みだった。郡名はアメリカ合衆国大統領エイブラハム・リンカーンに因んで名付けられた。
1934年、ラストンにあるルイジアナ工科大学の歴史家のロバート・W・モンディは、テキサス大学オースティン校の修士号を取得するために『ルイジアナ州リンカーン郡の歴史』と題する論文を完成した。別のルイジアナ工科大学教員ロバート・C・スナイダーは1962年にリンカーン郡図書館の設立を推進した。スナイダーは長年図書館理事長を務めた。

## 地理
アメリカ合衆国国勢調査局に拠れば、郡域全面積は472平方マイル (1,222 km2)であり、このうち陸地471平方マイル (1,220 km2)、水域は1平方マイル (2.6 km2)で水域率は0.19％である。

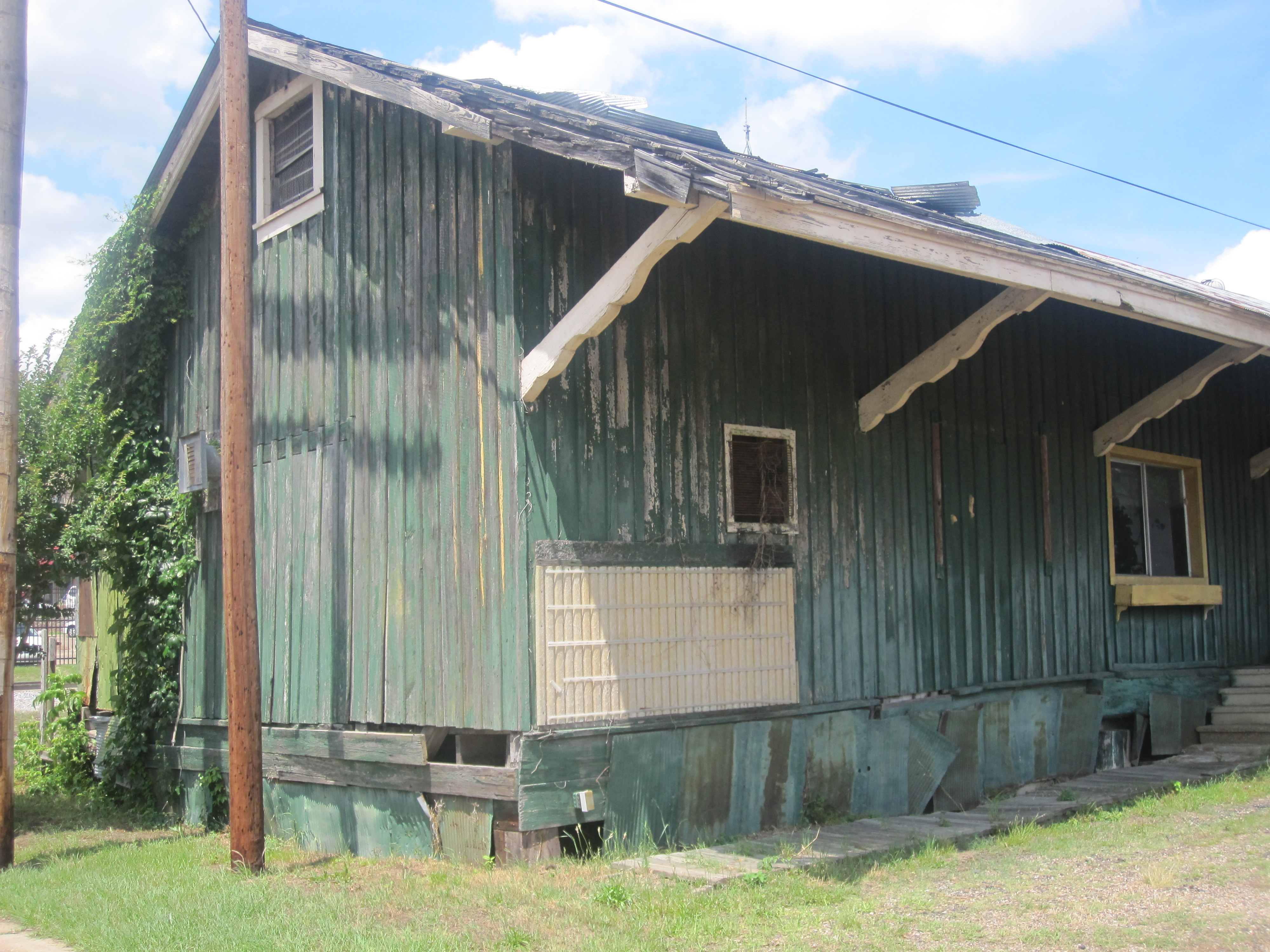
ビックスバーグ・シュリーブポート・アンド・パシフィック鉄道の古い駅、ラストン市中心街にある。ラストンの設立者ロバート・エドウィン・ラスが1883年に鉄道会社に土地を売った

### 主要高規格道路
- 州間高速道路20号線
- アメリカ国道80号線
- アメリカ国道167号線
- ルイジアナ州道33号線

### 隣接する郡
- ユニオン郡 - 北
- ワシタ郡 - 東
- ジャクソン郡 - 南
- ビエンビル郡 - 南西
- クレイボーン郡 - 北西

## 人口動態
以下は2000年国勢調査による人口統計データである。
| 基礎データ - 人口: 42,509人 - 世帯数: 15,235 世帯 - 家族数: 9,689 家族 - 人口密度: 35人/km2（90人/mi2） - 住居数: 17,000軒 - 住居密度: 14軒/km2（36軒/mi2） 人種別人口構成 - 白人: 57.42% - アフリカン・アメリカン: 39.84% - ネイティブ・アメリカン: 0.18% - アジア人: 1.28% - 太平洋諸島系: 0.01% - その他の人種: 0.52% - 混血: 0.75% - ヒスパニック・ラテン系: 1.16% 年齢別人口構成 - 18歳未満: 22.1% - 18-24歳: 25.7% - 25-44歳: 23.2% - 45-64歳: 17.6% - 65歳以上: 11.3% - 年齢の中央値: 26歳 - 性比（女性100人あたり男性の人口） - 総人口: 94.2 - 18歳以上: 90.9 | 世帯と家族（対世帯数） - 18歳未満の子供がいる: 30.0% - 結婚・同居している夫婦: 44.5% - 未婚・離婚・死別女性が世帯主: 15.3% - 非家族世帯: 36.4% - 単身世帯: 27.0% - 65歳以上の老人1人暮らし: 9.4% - 平均構成人数 - 世帯: 2.44人 - 家族: 3.01人 収入と家計 - 収入の中央値 - 世帯: 26,977米ドル - 家族: 38,972米ドル - 性別 - 男性: 32,376米ドル - 女性: 20,877米ドル - 人口1人あたり収入: 14,313米ドル - 貧困線以下 - 対人口: 26.5% - 対家族数: 18.2% - 18歳未満: 30.1% - 65歳以上: 18.1% |

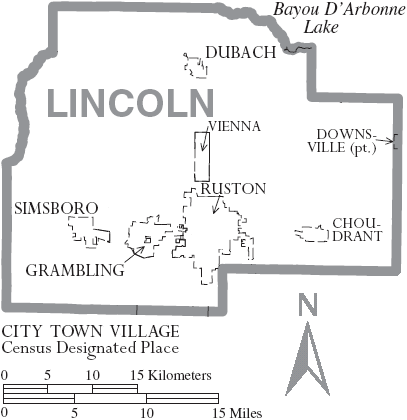
リンカーン郡図

## 都市と町
| - ラストン - 郡庁所在地 - ショードラント - ダウンズビル - デュバック | - グランブリング - シムズボロ - ビエナ |

## 教育
リンカーン郡教育委員会が地元の公立学校を運営している。
郡内ラストン市にはルイジアナ工科大学、グランブリング市にはグランブリング州立大学がある。